# Ялтинский залив
Ялтинский залив (укр. Ялтинська затока, крымскотат. Yalta körfezi, Ялта корьфези) — залив в северной части Чёрного моря.

## География

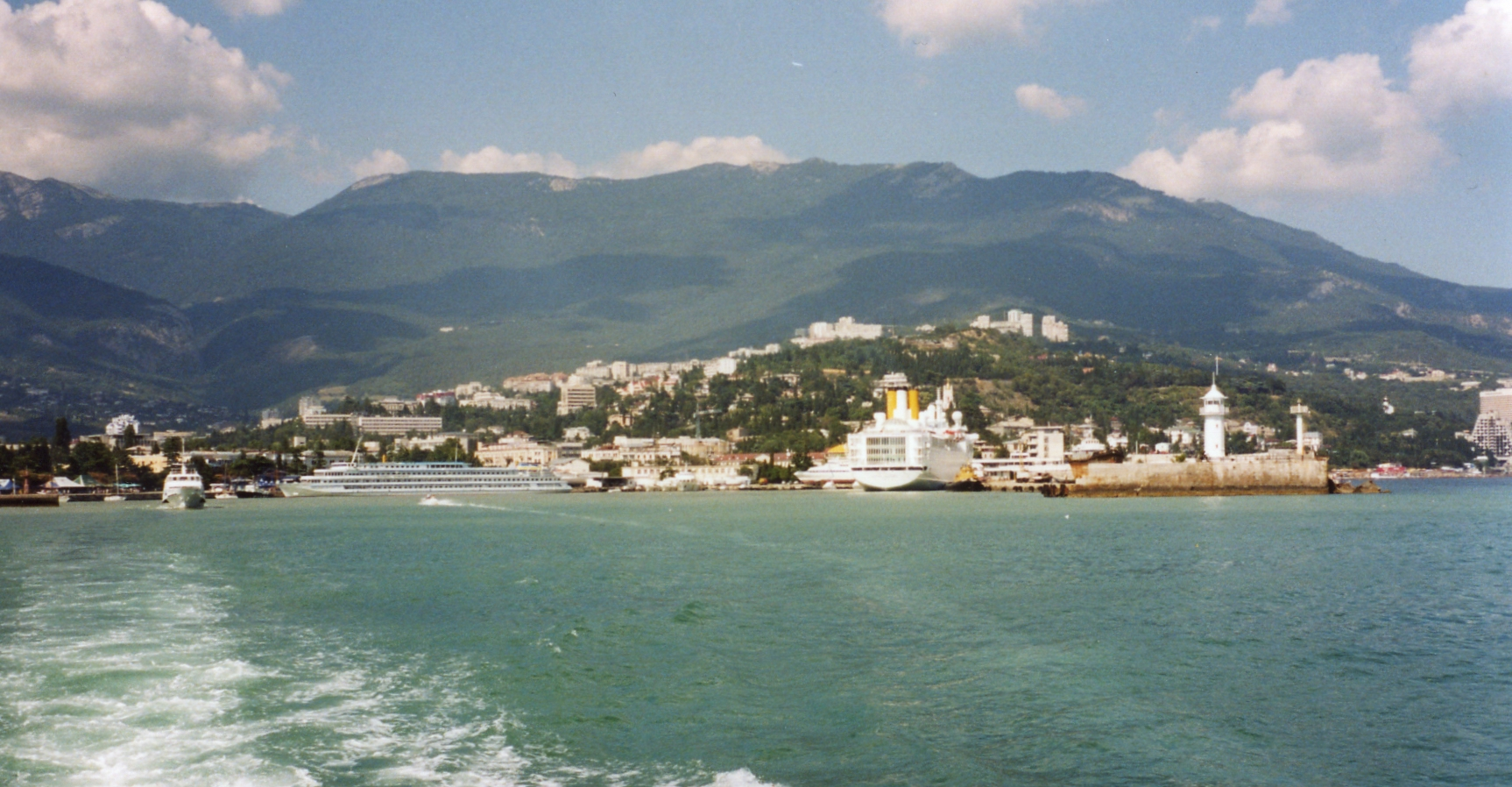
Акватория Ялтинского порта с моря.

Вдаётся в южный берег полуострова Крым на 3 км. Ширина у входа около 13 км. Максимальная глубина свыше 75 м. С запада залив ограничен мысом Ай-Тодор, высотой около 90 метров. С востока залив ограничивает мыс Никитин. На побережье залива выделяются мысы Иоанна и Монтодор. Берега — каменистые, обрывистые.
На северо-западном побережье залива расположен город-курорт Ялта, от названия которого и берёт название залива. На берегу залива располагается Ялтинский порт и Ялтинский морской торговый порт, множество пансионатов и санаториев.

## Происшествия
12 октября 2016 года плавкран АСПТР-1, осуществлявший работы в порту международного детского центра «Артек» затонул ночью в районе поселка Ливадия в 4 километрах от берега. Плавсредство перемещалось из поселка Гурзуф в направлении Севастополя. На борту находился экипаж из восьми человек. Пятеро членов экипажа были спасены, поиски трех человек были продолжены. Спасательные работы с привлечением авиации и сотни спасателей затруднялись четырёхбалльным штормом. Спасенные были доставлены в Балаклавскую бухту. Позднее трое пропавших были объявлены погибшими.